# Maxula Prates
Maxula Prates (łac. Diocesis Maxulitanus) – stolica historycznej diecezji w Cesarstwie rzymskim w prowincji Afryka Prokonsularna, sufragania metropolii Kartagina. Współcześnie w Tunezji. Obecnie katolickie biskupstwo tytularne.

## Biskupi tytularni
| Lp. | Biskup                        | Funkcja                                 | Od                  | Do               |
| --- | ----------------------------- | --------------------------------------- | ------------------- | ---------------- |
| 1   | Andrés Núñez Monteagudo       | biskup pomocniczy Toledo (Hiszpania)    | 23 lutego 1739      | 11 lipca 1761    |
| 2   | Giovanni Maria Percoto        | wikariusz apostolski Ava i Pegù (Birma) | 8 listopada 1765    | 12 grudnia 1776  |
| 3   | John Young                    | biskup koadiutor Limerick (Irlandia)    | 4 stycznia 1793     | 19 czerwca 1796  |
| 4   | Jacques-Léonard Pérocheau MEP | wikariusz apostolski Chengdu (Chiny)    | 3 października 1817 | 6 maja 1861      |
| 5   | Léon-Paul Classe MAfr         | wikariusz apostolski Rwandy             | 26 kwietnia 1922    | 31 stycznia 1945 |
| 6   | Franciszek Jedwabski          | biskup pomocniczy poznański             | 12 grudnia 1946     | 26 czerwca 1975  |
| 7   | Oscar Serfilippi OFMCap.      | biskup pomocniczy Ankony (Włochy)       | 3 września 1975     | 1 marca 1978     |
| 8   | Izidor István Marosi          | biskup pomocniczy Vác (Węgry)           | 31 marca 1979       | 3 marca 1987     |
| 9   | Bosco Penha                   | biskup pomocniczy Bombaju (Indie)       | 15 maja 1987        |                  |